# Ga Trái Hút
Ga Trái Hút là một nhà ga xe lửa tại huyện Văn Yên, tỉnh Yên Bái. Nhà ga là một điểm của đường sắt Hà Nội - Lào Cai và nối với ga Mậu Đông với ga Lâm Giang.